# Poiseul-la-Grange
Poiseul-la-Grange è un comune francese di 76 abitanti situato nel dipartimento della Côte-d'Or nella regione della Borgogna-Franca Contea.

## Società

### Evoluzione demografica
Abitanti censiti